# Grubine
Grubine su naselje u općini Podbablje kraj Imotskog, u Splitsko-dalmatinskoj županiji.

## Zemljopis
Naselje je udaljeno 5 kilometara zapadno od Imotskog na raskrižju državnih cesta Split-Lovreć-Imotski te Baška Voda-Zagvozd-Grubine.
"Kažiput ti pokazuje put: lijevo preko Škobaljuša, u Zagvozd. Pravo, preko Kljenovca i Lovreća, u Split. A ti ne slušaj, ne putuj: ostani ... Studenije vode, vatrenijeg vina, pečenijeg kruha ni mirisnijega pršuta, ne, ne ćeš naći!", Petar Gudelj - Put u Imotu

## Ime
Ime se prvi put spominje 1931. godine, no zaseoci Mračaj, Matkovići, Žužuli, Vukovići, Karini i Jonjići su tu još od 1718. godine i spadaju pod crkvenu župu sv. Luka - Podbablje. Pretpostavlja se da je ime poteklo od imena Gruba, čestog na nadgrobnim spomenicima - stećcima. Zaštitnica mjesta je Blažena Djevica Marija - Kraljica Hrvata u čiju su čast Grubinjani 1995. godine podigli mjesnu crkvu.

## Stanovništvo
Grubine su najbrojnije podbabsko naselje i 2011. imali su 1010 stanovnika. 
| broj stanovnika |       |       |       |       |       |       |       | 647   | 779   | 857   | 922   | 1007  | 988   | 1143  | 1007  | 1010  | 803   |
|                 | 1857. | 1869. | 1880. | 1890. | 1900. | 1910. | 1921. | 1931. | 1948. | 1953. | 1961. | 1971. | 1981. | 1991. | 2001. | 2011. | 2021. |

## Gospodarstvo
Građevinarstvo je na krilima izgradnje autoceste Dalmatine i tunela Sveti Ilija od sredine 2000-tih pa sve do prije krize bilo jedini nosioc gospodarske aktivnosti i ozbiljnijeg razvoja ovog mjesta. Relativno veliki broj obrta i danas građevinarstvo čini bitnom gospodarskom granom Grubinjana. Poljoprivreda je, s obzirom na rubni položaj Grubina uz Imotsko polje, povijesno prisutna kroz uzgoj vinove loze te raznih povrtlarskih kultura.
Probijanjem tunela Sveti Ilija kroz Biokovo, otvorenog 2013. godine te brzim spojem Imotske krajine s Makarskom rivijerom, turizam se sve više profilira kao bitna gospodarska grana ovog malog mjesta. Tako do otvaranja tunela Grubine nisu imale niti jedan turistički objekt, dok 2016. godine nude smještaj u 12 kuća za odmor i 2 apartmana, a gosti u potrazi za mirom i odmorom od ljetnih gužvi dolaze većinom iz Zapadne i Sjeverne Europe.

## Obrazovanje, kultura i sport
Na području Mračaja nalazi se područna 4-godišnja škola (OŠ "Tin Ujević" Krivodol) koja je 2016. godine u potpunosti obnovljena i proširena sredstvima EU. U sklopu tog objekta nalazi se i vrtić. Grubine baštine dugu pučku školsku tradiciju pa tako 1905. godine škola biva smještena u zaseoku Parušići, u Papkovoj kući te se stoga i nazivala Papkova škola. U Grubinama djeluju razne udruge s ciljem unaprijeđenja mjesta, promicanja sporta i ekologije te sačuvanja starih običaja i tradicije. Športsko društvo Grubine - ŠDG, osnovano 2007. godine, već tradicionalno organizira malonogometni turnir "Kraljica Hrvata" gdje se uz seniorski i juniorski program, u kojem sudjeluju ekipe iz Dalmacije i obližnje Hercegovine, odvija i atraktivni turnir grubinskih prezimena. ŠDG brine o gradnji i održavanju sportskih objekata na području Grubina.
HKUD Kolajna osnovana je 80-tih godina prošlog stoljeća kada je započela s organiziranjem Grubinskog karnevala zadnjeg vikenda ususret korizmi pa su se tako i Grubinjani pojavili na karnevalskoj slici koju Imoćani baštine "oduvik". Zbog rata prestaje s radom, a djelovanje obnavlja 2007. godine te danas, u suradnji sa ŠDG-om, nastavlja organizirati tradicionalni karneval. Također HKUD Kolajna brine za očuvanje starih običaja i tradicije pa tako organizira susrete gange te klapske koncerte.
KUD Imotske golubice baštine tradicionalno kantanje i pjevanje gange uz promociju nošnji i ostalih narodnih običaja. Svesrdnim radom pokojne Nede Kujundžić Turkine ova je udruga očuvala staru etnografiju mjesta, a isto nastavlja raditi i danas.
Ekološka udruga Bunar brine o čistoći mjesta, zaštiti prirodnih lokaliteta te promocije zaštite okoliša. Osobito je u fokusu udruge rijeka Vrljika koja je izvor cijelog života ovog kraja. 

## Zanimljivosti
Grubine su poznate po broju Mercedesa po stanovniku. Na 1000 stanovnika ima preko 200 Mercedes automobila, što osobnih, što radnih. Razlog tomu leži u činjenici da su mnogi Grubinjani, pretežito 70-tih godina prošlog stoljeća, krenuli na rad u Njemačku kao gastarbajteri. 
Izvor Krčevac smješten u zaseoku Matkovići poznat je po obitavanju endemske Čovječje ribice. Tako se i čovječja ribica našla kao amblem na grbu općine Podbablje i na grbovima udruga, a zaštitini je znak zaseoka Matkovići.
Tradicionalno se svako ljeto u zaseoku Žužuli organizira "Žužulijada" gdje se mještani Žužula natječu u raznim sportskim disciplinama, a dragi gosti iz ostalih zaseoka navijaju za "Gornju" ili "Donju" cestu nakon čega slijedi pučko veselje uz dobru trpezu.
2016. godine prvi put se organizira "Magic Time Vinyl Festival", festival diskografskih ploča i glazbenih antikviteta, jedinstven u Hrvatskoj. Na obalama rijeke Vrljike, između vinograda i mlinica, traje cjelodnevni disko i dance program renomiranih hrvatskih DJ-ova.
Grubine su se u neizmjernoj mjeri ugradili u hrvatsku slobodu. Tako su za Hrvatsku živote položili Mladen Jonjić, Vinko Žužul, Josip Žužul, Ivan Karin i Marijan Jonjić. Njihova se imena nalaze među imenima 15 poginulih branitelja župe Podbablje na ploči iza portuna zavjetne crkve BDM Kraljice Hrvata.

## Poznate osobe
- Stipan Kujundžić, hrv. akademski kipar[6]
- Miomir Žužul, bivši ministar vanjskih poslova
- Ante Žužul, Marinović, hrv. pjesnik
- Augustin Kujundžić - Ago, hrvatski pjesnik, romanopisac, kantautor, glazbenik, slikar i kipar
- Mladen Vuković, publicist, književnik, novinar HRT Radio Splita
- Tomislav Jonjić, odvjetnik i publicist